# Leah Jeffries
Leah Sava Jeffries (Detroit, 25 settembre 2009) è un'attrice statunitense. Ha debuttato come attrice nella serie drammatica Empire (2015) e successivamente ha esordito sul grande schermo nel film d'azione Beast (2022). Nel 2022, è stata scelta per interpretare il ruolo di Annabeth Chase nell'adattamento televisivo della serie di romanzi fantasy Percy Jackson e gli dei dell'Olimpo di Rick Riordan, un ruolo che le è valso due NAACP Image Awards e una nomination ai Children's and Family Emmy Awards come Miglior giovane interprete.

## Biografia
Leah Sava Jeffries è nata a Detroit da Leah Sava Jeffries e Floyd S. Jeffries Jr. Ha un fratello maggiore, Floyd Jeffries, anche lui attore e modello. Ha frequentato le scuole nel distretto scolastico di Novi Community School.

## Carriera
Prima di esordire come attrice, Jeffries ha lavorato come modella per prodotti per l'infanzia del brand Carol's Daughter. Il suo debutto come attrice è avvenuto all'età di 5 anni, interpretando Lola Lyon nella serie televisiva Empire.
Il 5 maggio 2022, è stata annunciata come Annabeth Chase nella serie Percy Jackson e gli dei dell'Olimpo. Dopo l'annuncio, Jeffries ha ricevuto attacchi online a causa delle differenze etniche rispetto alla descrizione originale del personaggio nei romanzi. Il 10 maggio, Rick Riordan, autore dei libri, ha pubblicato un post sul suo blog condannando le critiche e ribadendo il suo supporto per l'attrice. Anche Alexandra Daddario, che aveva interpretato Annabeth nei film, ha espresso il suo sostegno sui social.
Ad agosto 2022, è uscito il film Beast, in cui Jeffries ha interpretato Norah Samuels. Più tardi nello stesso anno, ha recitato nel film Un regalo da Tiffany.

## Filmografia

### Cinema
- Beast, regia di Baltasar Kormákur (2022)
- Un regalo da Tiffany (Something from Tiffany's), regia di Daisy Greene (2022)

### Televisione
- Empire - serie TV, 6 episodi (2015-2016)
- Rel - serie TV, 11 episodi (2018-2019)
- Percy Jackson e gli dei dell'Olimpo - serie TV, 8 episodi (2023-in corso)

## Riconoscimenti
NAACP Image Awards
- 2024 Miglior interpretazione di un giovane in una Serie, Speciale, Film TV o Miniserie per Percy Jackson e gli dei dell'Olimpo.

BET Awards
- 2024 Candidatura per BET YoungStars Award per Percy Jackson e gli dei dell'Olimpo.

NAACP Image Awards
- 2025  Miglior interpretazione di un giovane in una Serie, Speciale, Film TV o Miniserie per Percy Jackson e gli dei dell'Olimpo.

Children's and Family Emmy Awards
- 2025 Candidatura per miglior giovane interprete in un programma prescolare, per bambini o adolescenti per Percy Jackson e gli dei dell'Olimpo.

## Doppiatrici italiane
Nelle versioni in italiano delle opere in cui ha recitato, Leah Jeffris è stata doppiata da:
- Carolina Gusev in Beast
- Anita Ferraro in Empire, Percy Jackson e gli dei dell'Olimpo